# Robert Franklin Gish
Robert Franklin Gish (Albuquerque, Nou Mèxic, 1940) és un escriptor cherokee. Va estudiar anglès i filosofia a la Universitat de Nou Mèxic, on va doctorar el 1972.
Professor d'anglès a la Universitat d'Iowa del Nord, creu que la cultura nord-americana es transformarà a través del descobriment de la terra i de les tradicions nadiues. Els temes principals dels seus escrits inclouen la terra, la literatura i els pobles de l'oest i el sud-oest d'Amèrica del Nord.
Es va casar amb Judy Stephenson. Van tenir tres fills: Tim, Robin i Anne Elizabeth, una actriu.

## Obres destacades
- Dreams of Quivira (1996)
- Bad Boys and Black Sheep: Fateful Tales from the West  (1998)[2]
- When Coyote Howls: A Lavaland Fable (1994)
- Hamlin Garland: The Far West (1976)
- Beyond Bounds: Cross Cultural Essays on Anglo American, Indian, and Chicano Literature (1996)[3][4]
- Songs of My Hunter Heart (1992)
- First Horses: Stories of the New West (1993)[5]
- Nueva Granada: Paul Horgan and the Southwest (1995)[6]